# Riella
Riella là một chi rêu trong họ Riellaceae.

## Phân loại
| Riella affinis Riella alatospora Riella americana Riella bialata Riella capensis Riella cossoniana |  | Riella cyrenaica Riella echinospora Riella halophila Riella helicophylla Riella indica Riella notarisii |  | Riella numidica Riella parisii Riella paulsenii Riella purpureospora Riella sersuensis Riella spiculata |